# كريس ماكين
كريس ماكين (بالإنجليزية: Chris McCain)‏ هو لاعب كرة قدم أمريكية أمريكي، ولد في 21 نوفمبر 1991 في غرينزبورو في الولايات المتحدة.

## وصلات خارجية
- كريس ماكين على موقع مرجع كرة القدم المحترفة.كوم (الإنجليزية)
- كريس ماكين على موقع شيردوغ (الإنجليزية)